# Candida shehatae
Candida shehatae är en svampart. Candida shehatae ingår i släktet Candida, ordningen Saccharomycetales, klassen Saccharomycetes, divisionen sporsäcksvampar och riket svampar.

## Underarter
Arten delas in i följande underarter:
- insectosa
- lignosa
- shehatae